# Arsames I
Arsames (em grego: Ἀρσάμης; romaniz.: Arsámēs; em persa médio: 𐎠𐎼𐏁𐎠𐎶; romaniz.: Aršāma) ou Arsabes (em grego: Ἀρσάβης; romaniz.: Arsábēs) foi um príncipe da dinastia orôntida que assumiu o controle dos Reinos da Armênia e Sofena e Comagena desde algum ponto depois de 260 a.C. até sua deposição depois de 228 a.C..

## Nome
Arsames (Ἀρσάμης, Arsámēs) ou Arsamas (Ἀρσάμας, Arsámas) são as formas gregas do persa antigo Arxama (𐎠𐎼𐏁𐎠𐎶, Aršāma; de *(w)r̥šā, "touro, heroi", e *amah, "poder, força"), "ter a força de um herói". Foi registrado em aramaico como Arxã (ʾršm), em acadiano como Arxã (𒅈𒃻𒄠 / 𒅈𒌑, ⁠Aršam⁠), Arxama (𒅈𒃻𒄠𒈠 / 𒅈𒃻𒄠𒈠𒀪, ⁠Aršama / Aršamaʾ) e Arxamu (𒅈𒌑𒈬, Aršamu), em elamita como Irxama (𒅕𒐼𒈠, ⁠Iršama⁠) e Irxauma (𒅕𒐼𒌝𒈠, Iršauma⁠) e em armênio como Arxã (Արշամ, Aršam). A forma feminina, Arsame (Ἀρσαμη, Arsamē), derivada de *Arxama (*Aršāmā), é atestada na filha de Dario, o Grande (r. 522–486 a.C.).

## Vida
Arsames pertencia à dinastia orôntida e era filho de Samo I e neto de Orontes III. Em ca. 240 a.C., assumiu o trono dos Reinos da Armênia e Sofena. É reconhecido como fundador da cidade de Arsamósata, em Sofena, e de Arsameia no Ninfeu e Arsameia no Eufrates, em Comagena. Em 227 a.C., ofereceu asilo a Antíoco Híerax, quando o último decidiu se rebelar contra seu irmão Seleuco II (r. 246–226 a.C.), e eventualmente perdeu seu trono. Foi sucedido no trono por seu filho Xerxes. Por razões cronológicas, genealógicas e numismáticas, havia sido originalmente proposto que ao menos dois reis de nome Arsames governaram a região ao longo do século III, mas Cyril Toumanoff e Michał Marciak discordam dessa possibilidade. Arsames é mencionado na inscrição do Monte Ninrode, que atesta a linhagem dos reis de Comagena, como ancestral de Ptolemeu.

## Cunhagem
A cunhagem de Arsames apresenta dois tipos divergentes de imagética, sobretudo no que compete ao chapéu do governante, que foram originalmente interpretados como evidência da existência de dois reis homônimos. Em um dos estilos, o rei é retratado vestindo uma tiara cônica, enquanto no outro a tiara se assemelha a um gorro e não tem ponta afiada.